# Міст Європи (Страсбург)
Міст Європи (фр. Pont de l'Europe, нім. Europabrücke) — автомобільний міст із чотирма смугами руху та велосипедними та пішохідними доріжками з обох боків, що перетинає Рейн між Келем (Німеччина)  і Страсбургом (Франція).

## Понтонний міст 1815 року

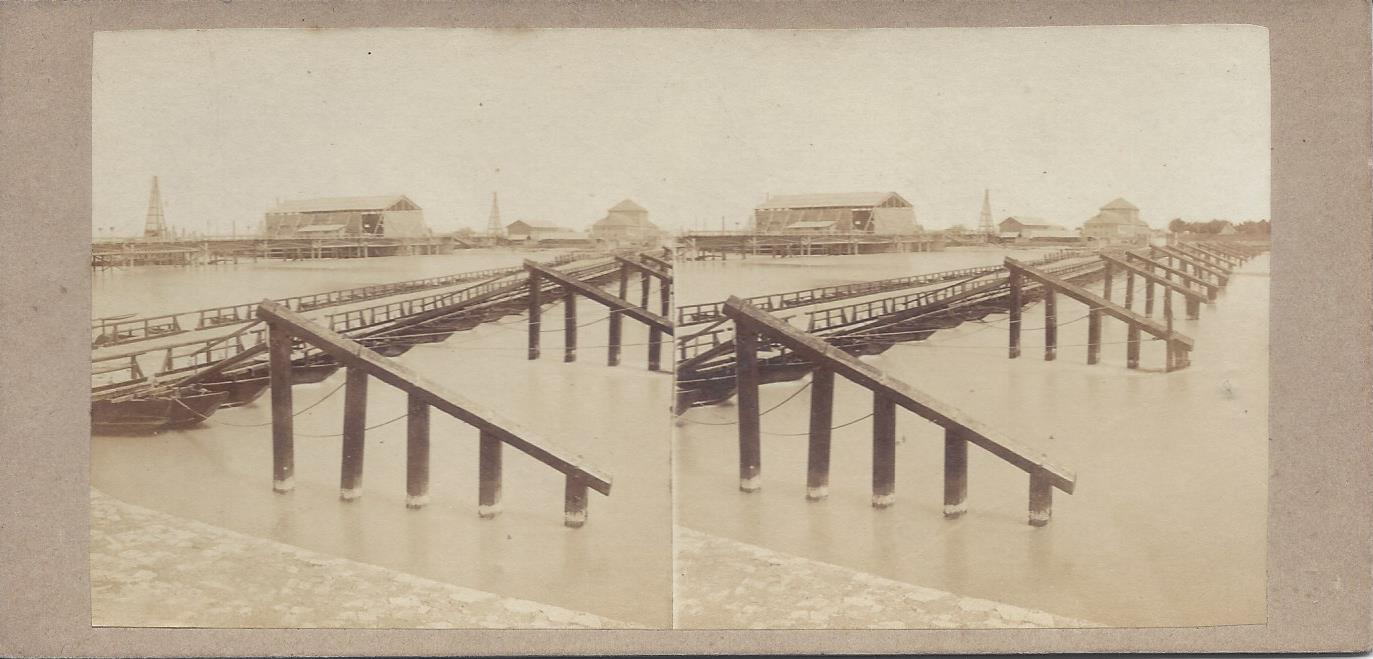
, понтонний та залізничний мости Келя, 1859

Ще в 1388 році біля Страсбурга існував «Довгий міст» через Рейн, який кілька разів руйнували і відновлювали. 
До відкриття першого сучасного автомобільного мосту на Верхньому Рейні в 1897 році існував 350-метровий автомобільний міст 1815 року для автомобільного руху, але з 1850 року, після випрямлення Рейну, існував лише 250-метровий міст.

## Міст 1897 року
Новий стаціонарний міст через Рейн побудовано вище за течією ніж залізничний міст 1861 року та відкрито 24 листопада 1897 року. 
Будівництво фінансувало Велике герцогство Баден — 1,7 мільйона марок та імперська територія Ельзас-Лотарингія — 630 000 марок. 
Місто Страсбург внесло 228 000 марок, а трамвайна компанія —  112 000 марок. 
Лінію Страсбурзького трамвая продовжили через міст до Келя.
Міст із сталевими фермами мав довжину 234,9 м і три прогони з прольотом 87,9 м у крайових прольотах і 59,1 м у середньому прольоті. 
Проїзд мав ширину 7,8 м і доповнювався двома консольними тротуарами з обох боків. 
Пілони закладено на глибині 17 м під річищем за допомогою кесонів.
Після Першої світової війни міст став прикордонним і, згідно з Версальським договором, уся довжина мосту стала власністю Франції. 
Крім того, 15 серпня 1920 року трамвайну лінію закрито. 
12 жовтня 1939 року французькі війська підірвали західний пілон. 
У травні 1940 року німецькі війська побудували тимчасовий міст, використовуючи, як донора, старий Шпаєрський автомобільний міст. 
У жовтні 1940 року після трьох місяців будівництва споруджено дерев’яний тимчасовий міст довжиною 324 метри. 
Він мав кроквяну конструкцію з прольотом 50 м і висотою 7 м. 
У червні 1942 року автомобільний міст остаточно відбудували. 
Через значне пошкодження лівої верхньої конструкції довелося звести допоміжну опору, щоб можна було використовувати стару верхню конструкцію, вкорочену до прольоту 57 м. 
22 або 27 

листопада 1944 року німецькі війська підірвали обидва пілони і повністю зруйнували надбудову та підпалили дерев'яний міст.

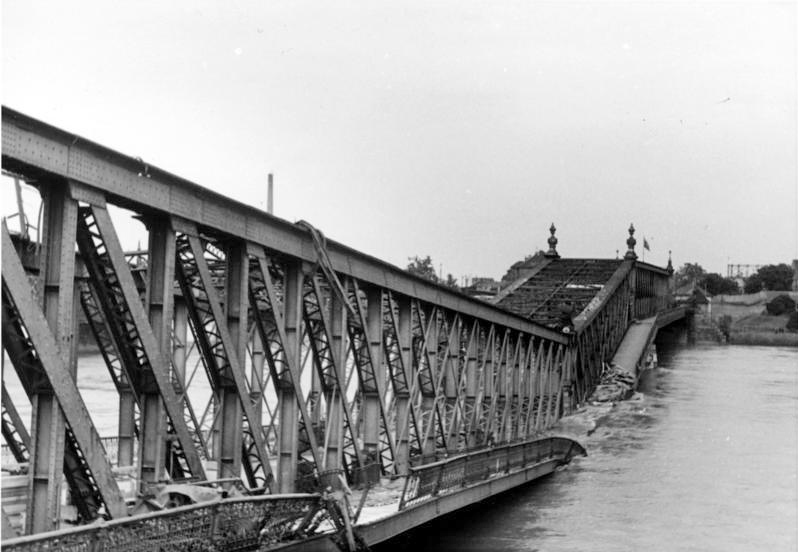
Підірваний міст

Французькі інженерні підрозділи відкрили понтонний міст 19 квітня 1945 року 
, 
який 7 жовтня 1946 року замінили перебудованим дерев'яним мостом. 
Але вже через три роки дерев’яний міст мав серйозні пошкодження, оскільки свіжу деревину використали без будь-яких додаткових захисних заходів. 
Це викликало необхідність будівництва нового мосту.

## Міст 1951 року
Новий міст відкрито для руху 12 липня 1951 року. Це був стаціонарний тимчасовий міст, оскільки короткострокове будівництво постійного мосту було неможливим через нечіткі граничні умови, такі як розташування та габарити. Споруду звели на фундаменті старого автомобільного мосту. Як тимчасову сталеву надбудову, розраховану на дві смуги та тротуари з обох боків, на східній ділянці мосту використано фермовий міст типу «Schaper-Krupp-Reichsbahnbrücke» з незмінними прольотами 87,9 м та 59,1 м. Західний отвір був перекритий спорудою, наданою Францією, з прольотами 58,1 м і 29,8 м.

## Міст 1960 року

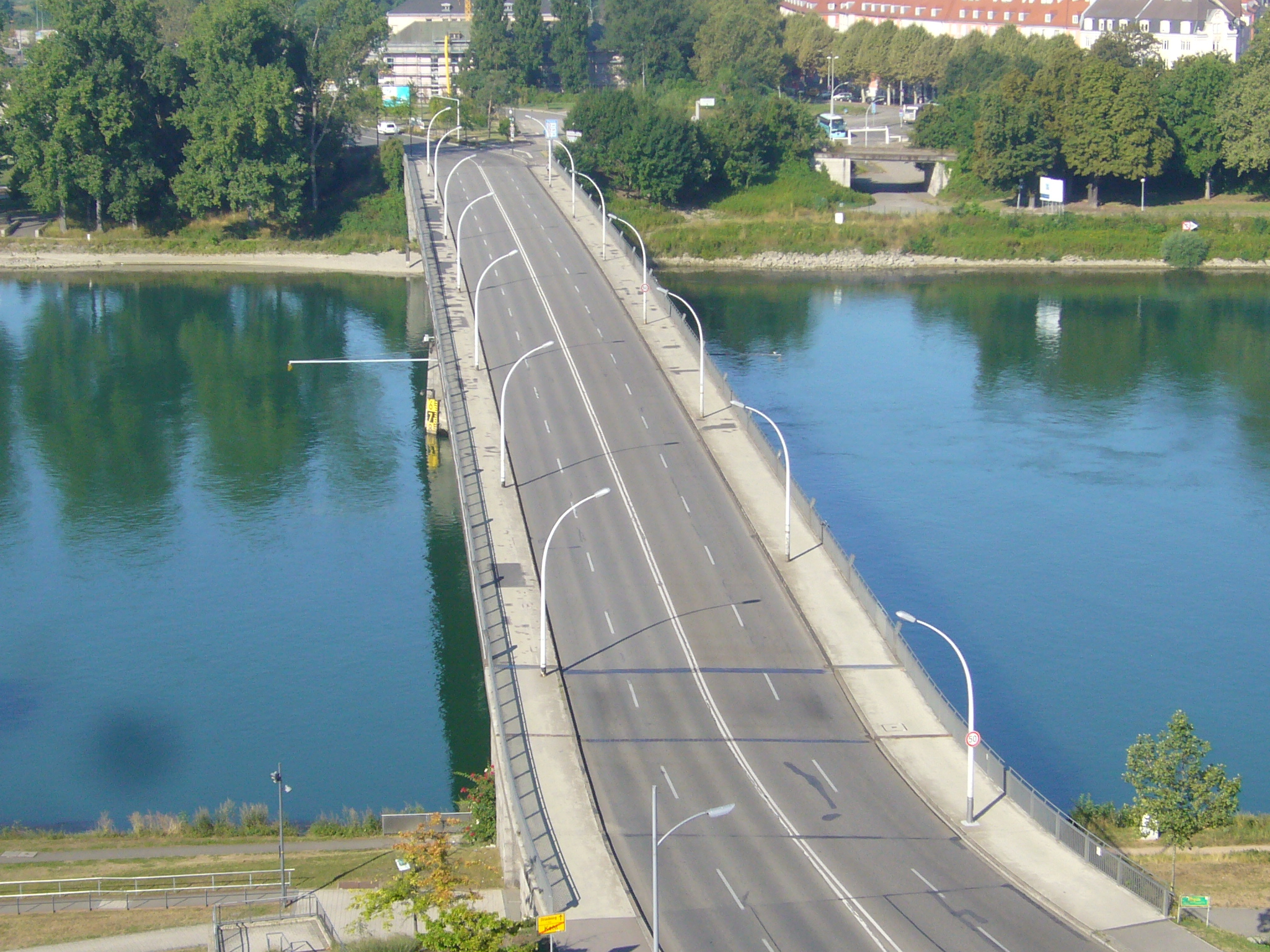
Міст Європи. 2013

Кінцевий проект мосту затверджено 2 квітня 1951 року, а його відкриття відбулося 23 вересня 1960 року. Як символ франко-німецького примирення та миру в Європі, він був названий «Мостом Європи». Будівництво мосту відбувалося за кошти Німеччини.
Це найпотужніший прикордонний пункт пропуску між Францією та Німеччиною, через який щодня проїжджає близько 130 000 транспортних засобів, що робить його найзавантаженішим прикордонним пунктом перетину між Баденом та Ельзасом. Пішоходи та велосипедисти можуть переходити через міст по обидва боки дороги.  